# Invasitermes
Invasitermes es un género de termitas isópteras perteneciente a la familia Termitidae que tiene las siguientes especies:
1. Invasitermes inermis
2. Invasitermes insitivus